# Henry Litolff
Pour les articles homonymes, voir Litolff.

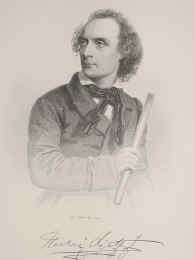
Henry Charles Litolff.

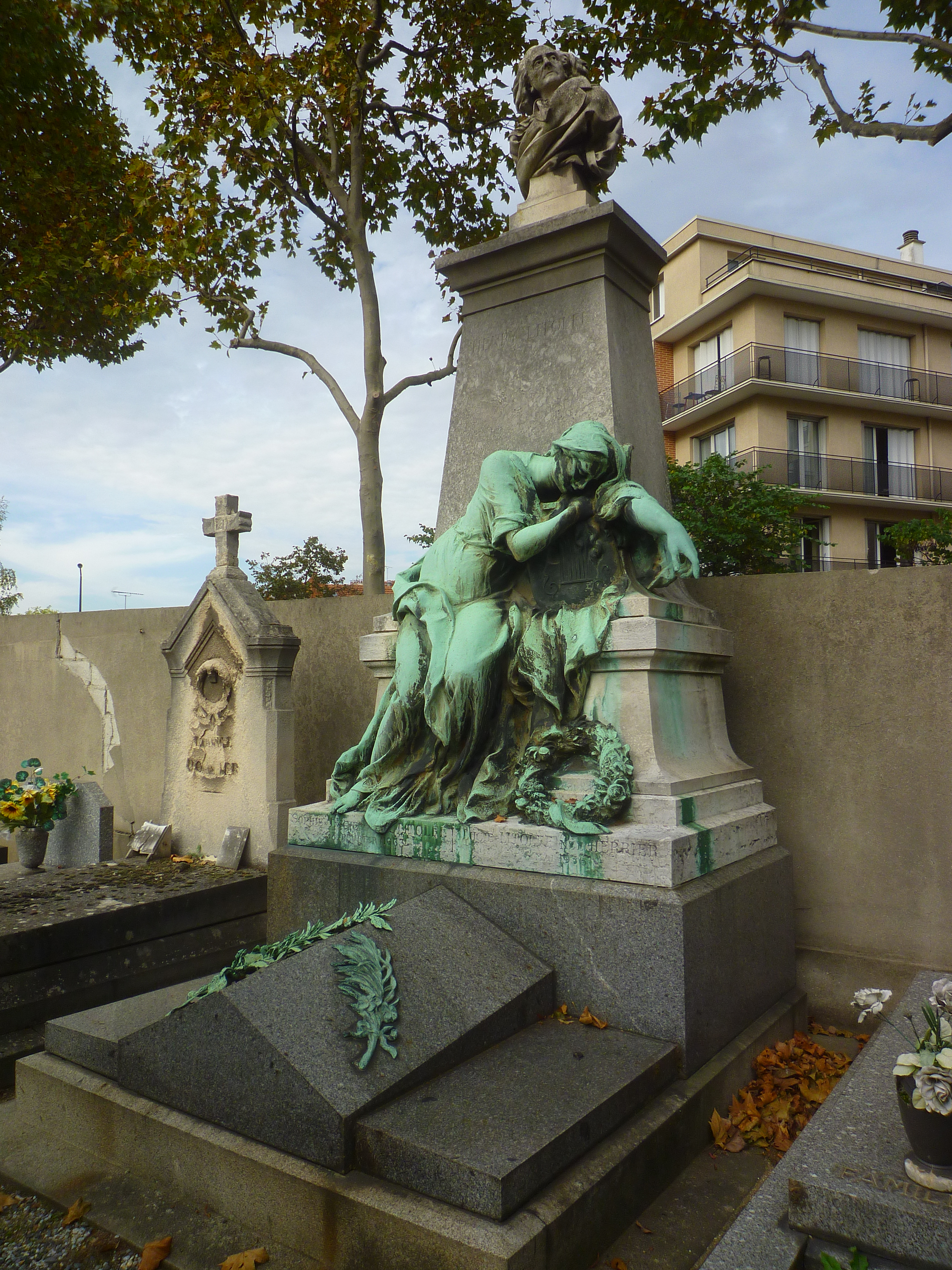
Sépulture d'Henri Litolff au cimetière ancien de Colombes.

Henry Charles Litolff, né à Londres le 6 février 1818 et mort à Bois-Colombes le 6 août 1891, est un pianiste virtuose et compositeur français célèbre en son temps.

## Biographie

### Sa jeunesse
Son père Martin Litolff violoniste originaire d'Ammerschwihr en Alsace devenu soldat sous le Premier Empire, est fait prisonnier en Espagne et emmené à Londres où il se marie en 1815 avec Sophie Hayes une Écossaise. De leur union naquit Henry Charles Litolff, à Londres, en 1818.
Il commence l'étude du piano à douze ans et il est remarqué par hasard deux ans plus tard par le virtuose Ignaz Moscheles, qui le prend sous sa protection. À 17 ans, il s'éprend d'Elisabeth Etherington dont les parents lui refusent la main. Il l'enlève et part vivre avec elle en France. Sa vie fut extrêmement aventureuse : emprisonné pour dettes dans un établissement pénitentiaire, il parvint à s'en échapper en soudoyant le geôlier.
En 1851, il épouse la veuve de Gottfried Martin Meyer, fondateur en 1828 avec son épouse d'une maison d'édition musicale à Brunswick. La maison prend alors le nom de Litolff et le conserve malgré leur divorce en 1858, Henry ayant entretemps adopté et donné son nom à Theodor (1839-1912), le fils de son épouse qui succéda à son beau-père à la tête de l'entreprise (qui sera rachetée par Peters en 1940). Henry Litolff est indirectement à l'origine de la création des éditions musicales Enoch, ayant autorisé en 1853 l'un de ses représentant de commerce, Carl Enoch, à fonder sa propre maison à Paris.
Litolff était un ami de Franz Liszt, qui l'admirait et lui dédia dédia son propre concerto no 1 (créé en 1855).
En 1860, Il épouse en troisièmes noces à Francfort-sur-le-Main, Blanche de La Rochefoucauld (1836-1870). Elle meurt après 10 ans de mariage. Henry Litolff se marie une quatrième fois, le 25 septembre 1873, à Nogent-sur-Marne avec Lucie-Mathilde Herrier.
En 1871, il s'engage dans la Commune de Paris et devient membre actif de la Fédération artistique.
Il est nommé[Quand ?] directeur du théâtre du Châtelet, au sein duquel il fit jouer quelques opérettes de son propre cru.

## Son œuvre

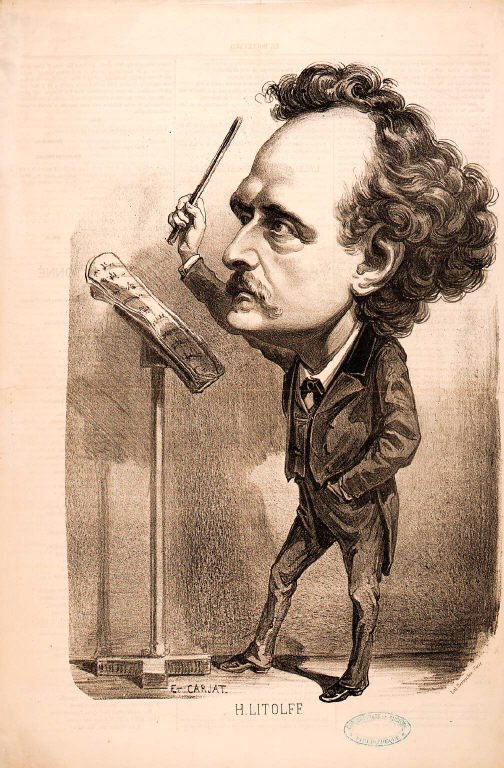
Caricature par Er. Carjat.

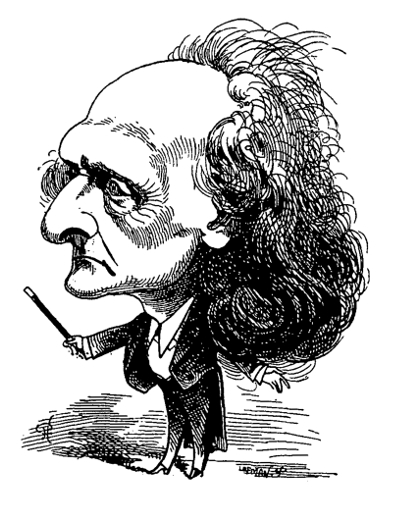
Caricature parue en 1875 dans Le Trombinoscope de Touchatout.

Outre ses opéras ou ses œuvres symphoniques et concertantes dont certaines sont répertoriées ci-dessous, Heny Littolf est le compositeur de nombreuses pièces pour piano, de musique de chambre (dont trois trios avec piano et un quatuor à cordes) et d'un oratorio sacré pour solistes, chœur et orchestre Ruth et Booz (1869).
De nos jours, seul le Scherzo extrait du concerto symphonique no 4 en ré mineur assure sa postérité même si les concertos symphoniques n°2, n°3 et n°4 ont fait l'objet d'enregistrements (dont par le label anglais Hypérion) dans leur intégralité.

### Concertos symphoniques
Ses œuvres les plus célèbres sont les concertos symphoniques avec piano :
- Concerto symphonique no 1en ré mineur, perdu.
- Concerto symphonique no 2 en si mineur, op. 22 (1844).
- Concerto symphonique no 3 en mi bémol, op. 45 (1846).
- Concerto symphonique no 4 en ré mineur, op. 102 (1852), composé à Brunswick en Allemagne.
- Concerto symphonique no 5 en do mineur, op. 123 (1867).

### Œuvres symphoniques
Quatre ouvertures de concert ou Symphonies Dramatiques (sans doute toutes composées avant 1855) :
- Le dernier jour de la Terreur ou Maximilien Robespierre, en fa mineur op.55. On y entend La Marseillaise.
- Les Girondins, op. 80. On y entend le Ah ! ça ira et La Marseillaise.
- Les Guelfes.
- Chant des Belges, en do mineur, op. 101. Dédicacée à Léopold Ier, roi des Belges.

### Opéras et opérettes
- Salvator Rosa, 1845
- Catherine Howard, 1847
- Die Braut vom Kynast, grand opéra romantique d'après Ernst August Friedrich Klingemann, 1847
- Rodrique de Tolède, opéra, 1860
- Le Chevalier Nahal ou La Gageure du diable, Opéra Comique, 1866
- La Boîte de Pandore, opéra bouffe, 1871
- Héloise et Abélard, opéra comique, 1872
- La Belle au bois dormant, 1874 , Théâtre du Châtelet, dont c'est la première création lyrique.
- La Fiancée du roi de Garbe, opéra comique, 1874
- La Mandragore, opéra comique d'après Alexandre Dumas, 1876
- Les Templiers, opéra, 1886
- L'Escadron volant de la reine, opéra comique, 1888[4]
- Le Roi Lear, opéra

## Hommages
- Jusqu'en 1956 une rue du 16e arrondissement de Paris portait son nom (rue Henry-Litolff). C'est aujourd'hui la rue Georges-Leygues.
- La rue Henry-Litolff, marquant la limite des villes de Colombes et Bois-Colombes, porte son nom.